# 데이비드 코레시
데이비드 코레시(영어: David Koresh 데이비드 커레시[*], 영어 발음: /kəˈrɛʃ/, 1959년 8월 17일 – 1993년 4월 19일)는 미국의 종교인이자, 범죄자로, 다윗교라는 광신적 종교집단의 교주였다. 본명은 버넌 웨인 하월(Vernon Wayne Howell)이었으나 1990년 5월 15일 이스라엘의 왕 다윗과 유대인을 바빌로니아로부터 해방시킨 페르시아의 왕 키루스 2세의 이름을 조합하여 데이비드 코레시로 개명했다. 종말론에 심취하여 재림 예수를 자칭하며 아마게돈에 대비한다며 텍사스주의 웨이코의 다윗파 본부에 수많은 총기와 탄약을 비축하였다. 1993년 2월 28일, ATF의 압수 수색이 총격전으로 이어지면서 51일 동안 대치하다가 건물에 발생한 화재로 데이비드 코레시를 비롯한 성인 55명과 28명의 아이가 사망하는 참사를 일으켰다. (웨이코 사태)
이 사건으로 미국 기독교 원리주의자 및 백인 극우 집단이 연방 정부에 대한 깊은 반감을 가지게 되었으며, 대표적으로 티머시 맥베이는 이 사건에 대한 개인적 보복의 일환으로 웨이코 사태 2주년인 1995년 4월 19일에 오클라호마 폭탄 테러를 일으켰다.

## 같이 보기
- 메시아 콤플렉스